# Liselotte Landbeck
Liselotte Landbeck, a właśc. Elisabeth Charlotte Valerie Maria Luise Margarete Landbeck, primo voto Verdun, secundo voto Eykens (ur. 13 stycznia 1916 w Wiedniu, zm. 15 lutego 2013 w Quintal) – austriacka łyżwiarka figurowa i szybka reprezentująca Austrię, a od 1936 roku Belgię, brązowa medalistka mistrzostw świata, dwukrotna wicemistrzyni Europy w łyżwiarstwie figurowym.

## Biografia

### Łyżwiarstwo szybkie
Pierwszy sukces w karierze Liselotte Landbeck osiągnęła w 1933 roku, zdobywając złoty medal podczas nieoficjalnych mistrzostw świata w wieloboju w Oslo. W zawodach tych wyprzedziła bezpośrednio Synnøve Lie z Norwegii oraz Amerykankę Helen Binę. Austriaczka wygrała tam biegi na 500 m i 1000 m oraz zajęła 2. miejsce w biegu na  1500 m, triumfując w wieloboju z wyraźną przewagą. Nigdy więcej nie stanęła na podium międzynarodowej imprezy w łyżwiarstwie szybkim.

### Łyżwiarstwo figurowe
Swoje największe sukcesy odniosła w łyżwiarstwie figurowym. Na mistrzostwach Europy 1934 zdobyła srebrny medal, przegrywając tylko z Norweżką Sonją Henie. W tym samym roku była także trzecia podczas mistrzostw świata w Oslo, plasując się za Sonją Henie i Megan Taylor z Wielkiej Brytanii. Ostatni medal w karierze zdobyła na mistrzostwach Europy 1935 w Sankt Moritz, gdzie po raz kolejny zajęła drugie miejsce. Rozdzieliła tam na podium Sonję Henie i Brytyjkę Cecilię Colledge.
W 1935 roku poślubiła belgijskiego łyżwiarza figurowego Roberta Verdun i na rozgrywanych rok później Zimowych Igrzyskach Olimpijskich 1936 w Garmisch-Partenkirchen reprezentowała Belgię. Zajęła tam czwartą pozycję, przegrywając walkę o brązowy medal z Vivi-Anne Hultén ze Szwecji.
W lutym 2011 roku ujawniono, iż w latach 1939–1940 Landbeck miała romans z królem Belgii Leopoldem III, w wyniku którego na świat przyszła ich córka, Ingeborg nosząca nazwisko pierwszego męża jej matki – Verdun.

## Osiągnięcia

### Łyżwiarstwo figurowe
| Reprezentacja        | Austria        | Austria        | Austria        | Austria        | Belgia         |                |                |                |                |                |                |                |                |                |                |                |                |
| Zawody               | 1932           | 1933           | 1934           | 1935           | 1936           |                |                |                |                |                |                |                |                |                |                |                |                |
| Międzynarodowe       | Międzynarodowe | Międzynarodowe | Międzynarodowe | Międzynarodowe | Międzynarodowe | Międzynarodowe | Międzynarodowe | Międzynarodowe | Międzynarodowe | Międzynarodowe | Międzynarodowe | Międzynarodowe | Międzynarodowe | Międzynarodowe | Międzynarodowe | Międzynarodowe | Międzynarodowe |
| -------------------- | -------------- | -------------- | -------------- | -------------- | -------------- | -------------- | -------------- | -------------- | -------------- | -------------- | -------------- | -------------- | -------------- | -------------- | -------------- | -------------- | -------------- |
| Igrzyska olimpijskie |                |                |                |                | 4              |                |                |                |                |                |                |                |                |                |                |                |                |
| Mistrzostwa Świata   |                | 6              | 3              |                |                |                |                |                |                |                |                |                |                |                |                |                |                |
| Mistrzostwa Europy   | 5              | 6              | 2              | 2              | 4              |                |                |                |                |                |                |                |                |                |                |                |                |
| Krajowe              |                |                |                |                |                |                |                |                |                |                |                |                |                |                |                |                |                |
| Mistrzostwa Austrii  | 5              | 2              | 1              | 1              |                |                |                |                |                |                |                |                |                |                |                |                |                |

### Łyżwiarstwo szybkie
- Mistrzostwa Świata w Łyżwiarstwie Szybkim w Wieloboju Kobiet 1933 –  (nieoficjalne)[2]